# Baki (distrito)
O distrito de Baki é um distrito da região de Awdal no noroeste da Somália. Sua capital encontra-se em Baki. O controle local do distrito é disputado entre Awdalland, uma proposta região autônoma, e Somalilândia, uma auto-declarada república que é reconhecida internacionalmente como região autónoma da Somália.